# أليساندرو تشيبوكتشي
أليساندرو تشيبوكتشي (بالإيطالية: Alessandro Cibocchi)‏ (18 سبتمبر 1982 بتيرني في إيطاليا - ) هو لاعب كرة قدم إيطالي في مركز الدفاع. لعب مع سويندون تاون ونادي ترنانا ونادي تورينو وAS Deruta ‏ ونادي بوتنزا وAC Meda 1913 ‏ وتشيفيتانوفا كالتشيو ‏ وأوليمبيا كوليجيانا وفيتربيسي 1908 وAC Bastia 1924 ‏ وPortogruaro Calcio ASD ‏ وسسارة توريس ‏.